# Chilly Friday
Chilly Friday – rockowy zespół z Grenlandii.
Nazwa zespołu Chilly Friday (ang. Chłodny piątek) wzięła się od dnia tygodnia, w którym wykonawcy wymyślali nazwę w 2000 roku w Nuuk. Zespół stał się popularny w Grenlandii, ale wykonawcy przeprowadzili się do Kopenhagi. Muzyka zespołu została określona jako Rock z wielkiej, białej perły, odnosząc się do ich kraju.
Zespół wydał siedem albumów. Chilly Friday tworzy piosenki zarówno w języku grenlandzkim, jak i angielskim. Wyjątkiem jest album pt.: M/S Kalaallit Nunaat, który jest śpiewany w całości po grenlandzku. Album z 2004 roku pt.: Tribute dodatkowo zawiera piosenki o charakterze niepodległościowym z lat 70. i 80. XX wieku.

## Skład zespołu
- Malik Kleist - śpiew
- Henrik Møller Jensen - gitara basowa
- Alex Andersen - perkusja
- Angunnguaq Larsen - gitara

## Albumy
- 2000 - Inuiaat 2000
- 2001 - Saamimmiit Talerpianut
- 2001 - Remix
- 2002 - Eskimo Weekend - Soundtrack
- 2002 - Arctic Horizons - Arctic Winther Games
- 2004 - Tribute
- 2005 - M/S Kalaallit Nunaat